# 徐咀水库
徐咀水库是中国湖北省襄阳市枣阳市境内的一座水库，位于滚河支流熊河上游，建于1970年。水库正常库容为930万立方米，集雨面积为20平方千米，海拔为193米。